# Blok wyborczy Teraz
Blok wyborczy Teraz (rum. Blocul electoral ACUM Platforma DA și PAS) – mołdawska, centroprawicowa koalicja wyborcza stworzona na wybory parlamentarne w Mołdawii w 2019 roku. Koalicja została utworzona przez lidera chadeckiej partii PAS Maię Sandu, i Andreia Năstase, lidera liberalnej partii DA. Głównym celem koalicji jest wprowadzenie Mołdawii do Unii Europejskiej, odsunięcie od władzy oligarchicznej partii PDM oraz wprowadzenie skutecznego systemu walki z korupcją.

## Historia
W 2017 r. partie opozycyjne, PAS i DA ogłosiły, że stworzą koalicję na wybory parlamentarne w Mołdawii w 2019 roku. Wzmocnienie sił opozycyjnych znalazło również odzwierciedlenie w wyznaczaniu wspólnego kandydata  PAS i DA na wybory prezydenckie w Mołdawii w 2016 roku. Oraz na wybory burmistrza w Kiszyniowie w 2018 r. Po uznaniu nieważności wyborów na burmistrza Kiszyniowa, wygranych przez wspólnego kandydata Andreia Năstase, PAS, DA i LDPM ogłosiły utworzenie Narodowego Ruchu Oporu „Teraz”.
16 grudnia 2018 r. Maia Sandu i Andrei Năstase, podpisali porozumienie ustanawiające Blok wyborczy „Teraz” na wybory parlamentarne, które odbyły się w dniu 24 lutego 2019 roku.
Tuż po uzyskaniu wyników wyborów Maia Sandu zapowiedziała, że TERAZ nie utworzy koalicji wyborczej z żadną z partii.

## Struktura
Zgodnie z umową koalicyjną Blok wyborczy jest kierowany przez Radę Polityczną.
- 2 współprzewodniczących Rady Politycznej
  - Maia Sandu – Partia Akcji i Solidarności (PAS);
  - Andrei Nastase – Partia polityczna „Godność i prawda platformy” (DA);
- 6 członków Rady Politycznej
  - Liliana Nicolaescu-Onofrei – PAS;
  - Igor Grosu – PAS;
  - Mikhail Popshoy – PAS;
  - Alnksander Slusari – DA;
  - Inga Grigoriu – DA;
  - Kirill Motpan – DA.

## Parlamentarzyści wybrani wWyborach Parlamentarnych w Mołdawii w 2019 roku

### Klub parlamentarnyPAS, blok ACUM (14 członków)[5]

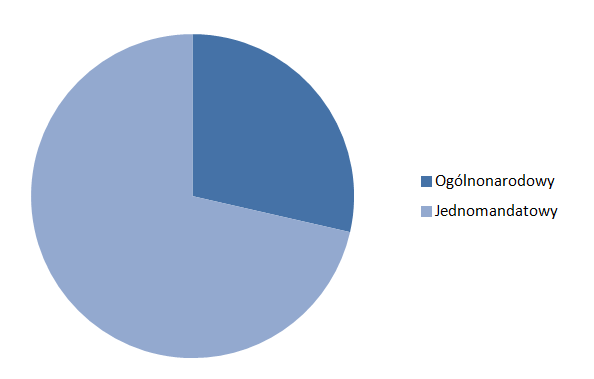
Wykres przedstawiający stosunek parlamentarzystów wybranych w Ogólnonarodowych Okręgach Wyborczych, do wybranych w Jednomandatowych Okręgach wyborczych.

- Maia Sandu (Prezes Klubu Parlamentarnego) wybrana w Okręgu wyborczym Europa ,
- Igor Grosu (Wiceprezes Klubu Parlamentarnego) wybrany w Okręgu wyborczym Straszany ,
- Sergiu Litvinecu (Sekretarz Klubu Parlamentarnego) wybrany w Ogólnonarodowym Okręgu wyborczym  ,
- Dumitru Alaiba (Członek Klubu Parlamentarnego) wybrany w Okręgu wyborczym USA-Kanada ,
- Vladimir Bolea  (Członek Klubu Parlamentarnego) wybrany w Okręgu wyborczym Kiszyniów-Buiucani ,
- Lilian Carp (Członek Klubu Parlamentarnego) wybrany w Okręgu wyborczym Criuleni ,
- Petru Frunze (Członek Klubu Parlamentarnego) wybrany w Okręgu wyborczym Ialoveni-Căușeni ,
- Doina Gherman (Członek Klubu Parlamentarnego) wybrana w Ogólnonarodowym Okręgu wyborczym ,
- Radu Marian (Członek Klubu Parlamentarnego) wybrany w Ogólnonarodowym Okręgu wyborczym ,
- Oazu Nontai (Członek Klubu Parlamentarnego) wybrany w Okręgu wyborczym Singerei ,
- Liliana Nicolaescu-Onofrei (Członek Klubu Parlamentarnego) wybrana w Okręgu wyborczym Kiszyniów Ciocana-Riscani ,
- Dan Percium (Członek Klubu Parlamentarnego) wybrany w Okręgu wyborczym Kiszyniów-Ciocana ,
- Mihail Popșoi (Członek Klubu Parlamentarnego) wybrany w Okręgu wyborczym Przedmieścia Kiszyniowa 1 ,
- Veronica Roșca (Członek Klubu Parlamentarnego) wybrana w  Ogólnonarodowym Okręgu wyborczym .

### Klub ParlamentarnyDA, blok ACUM (12 członków)[6]

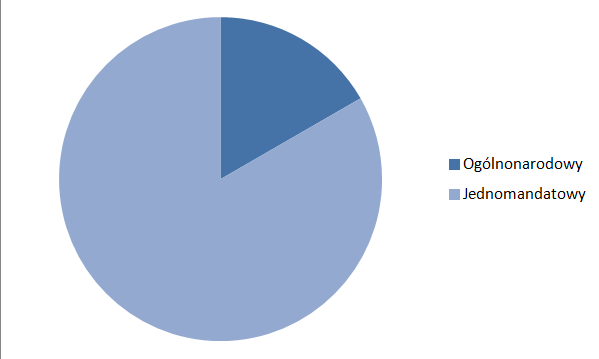
Wykres przedstawiający stosunek parlamentarzystów wybranych w Ogólnonarodowych Okręgach Wyborczych, do wybranych w Jednomandatowych Okręgach wyborczych.

- Andrei Năstase (Prezes Klubu Parlamentarnego) wybrany w Okręgu Wyborczym Kiszyniów – Przedmieścia (Singera, Bacioi, Codru, Truseni, Durlesti) ,
- Maria Ciobanu (Wiceprezes Klubu Parlamentarnego) wybrana w Okręgu Wyborczym Telenești ,
- Sergiu Litvinenco (Sekretarz Klubu Parlamentarnego) wybrany w Ogólnonarodowym Okręgu Wyborczym ,
- Inga Grigoriu (Członek Klubu Parlamentarnego) wybrana w Okręgu Wyborczym Botanica ,
- Octavian Țîcu (Członek Klubu Parlamentarnego), wybrany w Okręgu Wyborczym Ungheni
- Stela Macari (Członek Klubu Parlamentarnego) wybrana w Ogólnonarodowym Okręgu Wyborczym ,
- Chiril Moțpan (Członek Klubu Parlamentarnego) wybrany w Okręgu Wyborczym Sărata ,
- Igor Munteanu (Członek Klubu Parlamentarnego) wybrany w Okręgu Wyborczym Calarasi ,
- Iurie Reniță (Członek Klubu Parlamentarnego) wybrany w Okręgu Wyborczym Kiszyniów (Buiucani-Centrum) ,
- Alexandru Slusari (Członek Klubu Parlamentarnego) wybrana w Okręgu Wyborczym Kiszyniów – Riscani ,
- Arina Spătaru (Członek Klubu Parlamentarnego) wybrana w Okręgu Wyborczym Balti ,
- Liviu Vovc (Członek Klubu Parlamentarnego) wybrany w Okręgu Wyborczym Ialoveni .

## Krytyka
Pomimo tego, że jest to nowy sojusz, to nie jest on wolny od zarzutów o korupcję, które są skierowane przede wszystkim przeciwko Maii Sandu, pełniącą w latach 2012–2015 funkcję minister edukacji. Inną kontrowersją związaną z blokiem ACUM są partnerstwa z Liberalną Partią Demokratyczną Mołdawii i Partią Liberalną, pomimo zapewnienia, że nie zawrą sojuszu z tymi dwiema stronami.

## Wyniki wyborów
| Rok wyborów | głosów  | % głosów | Liczba mandatów | +/- |
| ----------- | ------- | -------- | --------------- | --- |
| 2019        | 380 180 | 26,84    | 26/101          | 26  |